# Mixogaster strictor
Mixogaster strictor är en tvåvingeart som beskrevs av Hull 1941. Mixogaster strictor ingår i släktet Mixogaster och familjen blomflugor.
Artens utbredningsområde är Bolivia. Inga underarter finns listade i Catalogue of Life.